# 吴景祥
吴景祥（1905年3月—1999年1月9日），字白樺，广东香山人，中国建筑师，同济大学教授，第三届全国人大代表，第五、六届全国政协委员。
1905年，吳景祥生於廣東香山。父親吳天賜早年做過領航員，後參加同盟會，辛亥革命後在安東、長春、保定、張家口任郵政局局長，最後官至北平郵電局次長。1913年，跟隨父親在北方生活的吳景祥進入長春商華第一小學讀書。1919年，到天津南開中學唸書。1925年，考入剛剛成立的清華大學土木工程系。1929年，獲官費資助留學法國，就讀巴黎建築專門學院。在巴黎，吳景祥接觸了最前沿的新建築運動，受到柯布西耶等著名理論家的影響，結識同時留法的虞炳烈、盧毓駿、華攬洪等人。1933年，畢業後進入艾伯特·拉普拉德建築師事務所工作。
1934年，回國後經羅邦杰、吳景奇介紹加入中國建築師學會，並創辦自己的建築事務所。不久，他轉任中國海關總署建築師，負責海關建築的設計。
這一時期，他設計的作品有：海口海關大樓、上海海關圖書館、天津海關擴建、九龍海關無線電台、蚌埠海關辦公樓、上海海關稅務司公署、上海汾陽路海關住宅、新閘路海關宿舍、岳陽路中央研究院機關、浦東陸家嘴海關總署等等。
1949年，他辭去海關的工作，應梁思成邀請到北京參與首都規劃委員會的工作，但因為身體不適，返回上海修養。在上海，他與譚垣、黃毓麟等人組成了中國聯營顧問建築師工程師事務所，同時移居杭州開始在之江大學任教，與陳植、黃家驊同事。1950年，兼任中央美術學院華東分院教授。1952年，建築工業納入國家計劃，私營事務所被取消，轉往華東建築設計院工作。又因院系調整，之江大學、聖約翰大學、中央美術學院華東分院的建築系劃歸同濟大學，成立了新建築系，吳景祥也被調到同濟任教。1954年，出任系主任，與戴復東、吳廬生、朱亞新設計建造同濟中央大樓。1956年，由馮紀忠接任系主任；吳景祥中標設計華沙人民英雄紀念碑。1957年9月，與楊廷寶、汪季琦、殷海雲赴法參加國際建築師大會。1958年，組織籌備土木建築設計院，兼任上海建築學會副理事。1961年，土建設計院更名為同濟大學設計院。1966年，建築學會受到批判而解散。1969年，赴安徽貴池參與國家三線建設。1974年，擔任五七公社設計室副主任。1979年，文革結束後返回上海。1981年，開始研究高層建築。
1999年1月9日，在上海逝世。